# Ludwig Adolf Friedrich zu Sayn-Wittgenstein-Sayn

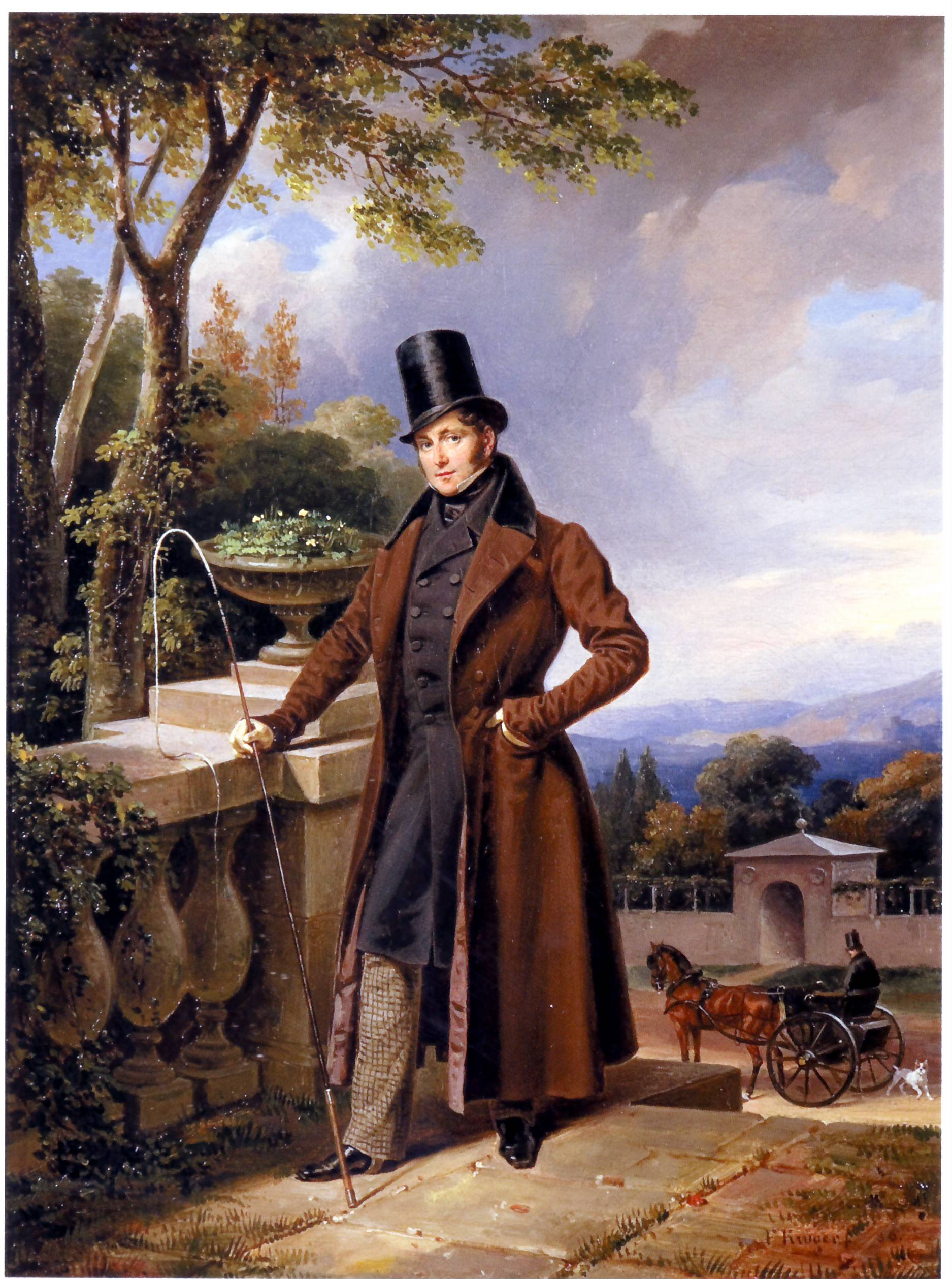
Fürst Ludwig zu Sayn-Wittgenstein-Sayn (1836, von Franz Krüger)

Fürst Ludwig Adolf Friedrich zu Sayn-Wittgenstein-Sayn (* 8. Juni 1799 in Kowno; † 20. Juni 1866 in Cannes) war 2. Fürst zu Sayn und Wittgenstein, ab 23. September 1861 Fürst zu Sayn-Wittgenstein-Sayn (in Ludwigsburg) sowie kaiserlich-russischer Feldmarschall.

## Leben
Er war der älteste Sohn des russischen Generalfeldmarschalls Peter Fürst zu Sayn-Wittgenstein und dessen Ehefrau, der Gräfin Antonia Snarska.
1821 vertrat er Russland bei der Krönung von Georg IV. von Großbritannien. Seine Karriere endete jedoch abrupt im Jahr 1826, als bekannt wurde, dass er mit den Dekabristen sympathisierte. Die einflussreiche Position und die großen Verdienste seines Vaters verschonten ihn aber vor Strafe. 
1828 heiratete er Prinzessin Stefanie Radziwiłł, die Alleinerbin ihres Vaters Dominik Radziwiłł, der 1813 in der Schlacht bei Hanau als Offizier der Polnischen Legion auf Seiten Napoleons gefallen war. Zar Alexander I. hatte es unstatthaft gefunden, dass einer seiner Untertanen auf gegnerischer Seite kämpfe und daraufhin den gesamten Besitz Dominik Radziwiłłs, des Oberhaupts dieses bekannten polnischen Fürstenhauses, konfisziert. Der Vetter Anton Radziwiłł versuchte die Besitzungen für die Familie zu retten, wobei ihm hilfreich war, dass er mit der Nichte des Königs von Preußen verheiratet war, Prinzessin Luise Friederike. Zar Alexander ließ sich erweichen, Stephanie das nicht gebundene Vermögen ihres Vaters zurückzuerstatten, falls sie einen Russen heirate; Anton erhielt das gebundene. So brachte Stephanie in ihre Ehe mit Ludwig Wittgenstein den größten privaten Grundbesitz Europas in die Ehe ein, etwa 12.000 km² Fläche mit zahlreichen Orten und Städten im Gebiet des ehemaligen Großherzogtums Litauen. Hierzu gehörte unter anderem auch das Schloss Mir, das heute UNESCO-Welterbe ist. Da der Sohn aus der Ehe mit Stefanie kinderlos starb, wurde Erbin dieses Besitzes die Tochter Marie; sie musste den Besitz gegen Ende des 19. Jahrhunderts veräußern, da neue russische Gesetze keinen ausländischen Landbesitz in Russland zuließen.
Nach Stefanies Tod 1832 heiratete er 1834 die nur 18-jährige Fürstin Leonilla Barjatinskaja, die 1918 nach 50 Witwenjahren in ihrem 102. Lebensjahr starb.

## Familie
Er heiratete am 4. Juni 1828 die Prinzessin Stefanie Radziwiłł (* 9. Dezember 1809; † 26. Juli 1832). Das Paar hatte folgende Kinder:
- Marie Antoinette Caroline Stephanie (* 16. Februar 1829; † 21. Dezember 1897) ⚭ 16. Februar 1847 Fürst Chlodwig zu Hohenlohe-Schillingsfürst, Prinz von Ratibor und Corvey (* 31. März 1819; † 6. Juli 1901), Erbin u. a. von Schloss Mir
- Peter Dominikus Ludwig (* 10. Mai 1831; † 20. August 1887) 3. Fürst zu Sayn und Wittgenstein, ⚭ Rosalie Léon (* 21. Oktober 1832; † 28. August 1886)

Leonilla Bariatinska, die zweite Gemahlin Ludwig Adolf Friedrichs (Franz Xaver Winterhalter, 1843)

Nach dem Tod seiner ersten Frau heiratete er am 23. Oktober 1834 die Prinzessin Leonilla Iwanowna Barjatinskaja (* 9. Mai 1816; † 1. Februar 1918), das Paar hatte folgende Kinder:
- Theodor Friedrich (* 3. April 1836; † 19. Mai 1909), 1876–1879 3. Fürst zu Sayn-Wittgenstein-Sayn

⚭ 16. Juni 1868 in Sopron (Ödenburg)  (Scheidung 18. Oktober 1871) Pauline Lilienthal († 1903) Nachkommen nobliert unter "von Falkenberg"
⚭ 19. Juli 1877 Biebrich Wilhelmine Hagen (* 22. Februar 1854; † 2. August 1917)
- Antoinette (* 12. März 1839; † 17. Mai 1918) ⚭ 1. September 1857 Prinz Don Mario Chigi della Rovere Albani (* 1. November 1832; † 4. April 1914) (Eltern von Ludovico Chigi Albani della Rovere)
- Ludwig (* 15. Juli 1843; † 28. Februar 1876) 2. Fürst zu Sayn-Wittgenstein-Sayn ⚭ 6. Dezember 1867 Amalie Lilienthal (* 26. Oktober 1847; † 28. November 1921)
- Alexander (* 4. Juli 1847; † 12. August 1940), 1879–1883 4. Fürst zu Sayn-Wittgenstein-Sayn

⚭ 14. Juni 1870 Paris Marie Auguste Yvonne de Blacas d’Aulps (* 2. Januar 1851; † 21. Oktober 1881);
⚭ (morganatisch) 31. März 1883 in London Helene Królikowska (* 17. Juli 1854; † 29. November 1931) Nachkommen nobliert unter "von Hachenburg"